# أبجدية مانشووية
أبجدية المانشو (بالمنشورية: ᠮᠠᠨ᠋ᠵᡠ ᡥᡝᡵᡤᡝᠨ) هي الأبجدية المستخدمة لكتابة لغة المانشو شبه المنقرضة. يتم استخدام نص مشابه اليوم من قِبل أفراد شعب Xibe، الذين يتحدثون بلغة تعتبر بدرجة متفاوتة إما لهجة من لغة المانشو، أو لغة ذات صلة وثيقة ومفهومة بوضوح متبادل. تكتب عموديًا من الأعلى إلى الأسفل، مع متابعة الأعمدة من اليسار إلى اليمين.

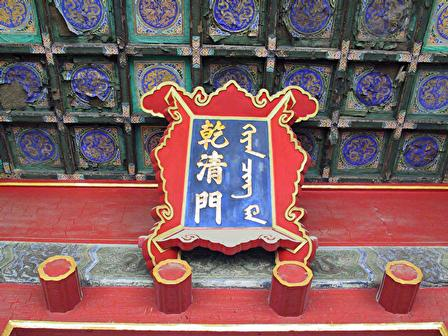
لوحة في المدينة المحرمة نص صيني (يسار) و نص مانشو (يمين)